# Segundo sitio de Baiji
El segundo sitio de Baiji fue un conflicto iniciado en diciembre de 2014, cuando el Estado Islámico volvió a recapturar la ciudad tan solo un mes después de haberla perdido ante las fuerzas iraquíes.

## Trasfondo
El 14 de noviembre, las tribus suníes y las fuerzas iraquíes lograron recuperar la ciudad. La refinería fue escenario de intensos combates, y aviones del Ejército ametrallaron posiciones del EI en torno de las instalaciones al norte de la ciudad. Tras ser abatidos los terroristas, la bandera iraquí fue izada, y la televisión estatal también informó de la «liberación de Baiji», citando a un alto comandante del Ejército en el lugar, el general Abdul-Wahab al-Saadi.

## La batalla
El 19 de diciembre, el EI lanzó una ofensiva relámpago sobre Baiji, poco más de un mes después de perderla ante las tropas iraquíes. Un bombardeo, cuya autoría se desconoce, mató a 14 yihadistas y destruyó 6 vehículos.
Para el día 21, las fuerzas de seguridad, respaldadas por la aviación internacional, repelieron un ataque contra una comisaría de Baiji, en el que murieron 17 terroristas. Al día siguiente, 22 de diciembre, el Ejército atacó un escondite del EI, matando a 16 de sus miembros.
El 26 de diciembre, la Fuerza Aérea Iraquí bombardeó una posición del EI, matando a 4 jerarcas de la organización takfirí.
El 7 de enero de 2015, las fuerzas de seguridad iraquíes repelieron un ataque del EI en el sur de Baiji, muriendo 27 yihadistas.
El 6 de febrero, el gobernador de Saladino, Raed al-Jabroui, anunció el comienzo de un operativo antiterrorista para liberar Baiji. Dos días después, las fuerzas iraquíes liberaron el barrio de al-Askari, tras matar a 43 terroristas y desactivar 15 artefactos explosivos. Se reportó que las tropas estaban «avanzando lentamente y a pie hacia el centro del distrito».
El día 13, un ataque aéreo de la coalición mató a 10 yihadistas.
En marzo de 2015, el EI lanzó una nueva ofensiva contra Baiji, luego de que el gobierno hubiera redistribuido algunas tropas a Tikrit, para colaborar con el esfuerzo por recapturar dicha ciudad.
El 25 de ese mes, otros 7 murieron durante un combate en la localidad de al-Mazra’ah. El 27 de marzo, otros 13 perecieron en otro enfrentamiento en la misma ciudad.
El 1 de abril, otro bombardeo de la coalición dejó un saldo de 31 yihadistas muertos.
El 6 de abril, la aviación internacional volvió a bombardear Baiji, matando a 25 yihadistas. Al día siguiente, un atentado fue frustrado por las fuerzas de seguridad iraquíes, muriendo otros 60 miembros del EI en el combate.
Entre el 11 y 13 de abril, al menos 41 terroristas murieron en combates contra el Ejército y milicianos voluntarios, así como debido a los bombardeos de la coalición.
El 14 de abril, se reportó que las fuerzas de seguridad habían eliminado a 12 yihadistas en los alrededores de la refinería de Baiji. Otro enfrentamiento tuvo lugar en el sur, que resultó en la muerte de 6 islamistas, y se desactivaron diez artefactos explosivos. El Comité de Seguridad de Saladino negó que el EI estuviera ejerciendo control alguno en la refinería de Baiji, cosa que fue refutada dos días después por el ministro del Petróleo, Adel Abdul Mahdi, quien aseguró que aún se encontraban «cientos» de terroristas en las instalaciones.
El 18 de abril, Mahdi afirmó que las fuerzas de seguridad habrían recuperado la mayor parte de la refinería, destacando que se habían eliminado a 50 terroristas.
El 27 de abril, los yihadistas lanzaron un nuevo ataque contra la refinería, destruyendo tres depósitos. Al día siguiente reportaron haber capturado la mitad de la misma.
El 29 de abril, el gobernador de Saladino aseguró que el Ejército estaba preparado para llevar a cabo una contraofensiva en las instalaciones, y que se harían traer refuerzos militares.
El 1 de mayo, el EI afirmó controlar entre el 60 y el 80 % de la refinería. 
El 2 de mayo, las fuerzas iraquíes abatieron al comandante del EI en la refinería. Durante las siguientes 48 horas, la coalición internacional lanzó 13 ataques aéreos sobre Baiji y sus alrededores.
El 4 de mayo, el Ministerio de Defensa iraquí aseguró que 45 terroristas habían muerto en los bombardeos de las fuerzas de seguridad y la coalición. Al día siguiente, se inició una ofensiva para liberar Tal Garad, en la que murieron 20 yihadistas y se destruyeron dos de sus vehículos.
El 13 de mayo, las fuerzas de seguridad anunciaron que tres importantes barrios de Baiji se encontraban en su poder. El día 17, durante un combate, 7 francotiradores del EI fueron abatidos en al-Siniyah, al oeste de Baiji.
El 25 de mayo, el comandante de la Policía Federal iraquí anunció que sus fuerzas estaban bombardeando las posiciones de los terroristas con morteros. Dos días más tarde, el Cuartel de Operaciones de Saladino aseguró que el control yihadista de la refinería se había reducido al 30 %.
El 31 de mayo, el Ministerio de Defensa afirmó que, tras la entrada de los regimientos del Ejército y voluntarios aliados en el centro de Baiji, los terroristas protagonizaron una huida masiva, y añadió que un vehículo repleto de municiones había sido bombardeado, matando a todos los yihadistas que se encontraban dentro del mismo.